# Elpídio dos Santos
Elpídio dos Santos (São Luiz do Paraitinga, 14 de janeiro de 1909 — São Luiz do Paraitinga, 3 de setembro de 1970) foi um maestro brasileiro.

## Biografia
Nascido no Vale do Paraíba, estudou música e aprendeu a tocar instrumentos de sopro na banda local, foi para São Paulo onde estudou no Conservatório Paulista de Canto Orfeônico. Escolheu o violão como instrumento que o acompanharia por toda a vida. Foi professor de música, autor de uma extensa obra com inúmeros sucessos gravados por artistas como Almir Sater e Sérgio Reis, Fafá de Belém, Vanuza, Cascatinha e Inhana, Renato Teixeira entre outros. No cinema foi o compositor preferido de Amácio Mazzaropi, criando 25 trilhas para filmes do cineasta.
 
Suas músicas fizeram parte da trilha sonora das novelas: Cabocla (Rede Globo), Rei do Gado (Rede Globo), Pantanal (TV Manchete/SBT) e Meu Pé de Laranja Lima (Band). Embora seja conhecido como compositor de música caipira, sua obra conta com vários gêneros musicais como valsa, samba, choro, etc.
Em 1952 grava a primeira canção (A cruz de ferro) em parceria com os amigos e compositores Anacleto Rosa Junior e Patativa, contando a lenda da cruz de ferro em Ubatuba.
Logo depois, em 1955, a gravadora Toda América lança mais uma composição de Elpídio dos Santos: Despertar do Sertão, interpretada por Cascatinha e Inhana, uma conhecida dupla da música popular na época e que foi a primeira canção brasileira tocada na rádio BBC de Londres. Novamente sua música é tocada nas rádios, seu nome começa então a ser citado nos jornais da época e a partir dali uma série de composições são gravadas por vários interpretes diferentes, entre eles: Amilton, Cascatinha Inhana, Dircinha Costa, Du Brasil Moreno, Elza Laranjeira, Irmãs Galvão, José Tobias, Laurinha, Mary do Arte, Mazzaropi, Mires de Oliveira, Nei de Fraga, Pinheirinho, Titulares do Ritmo,
e recentemente foi gravado por Renato Teixeira, Almir Sater, Fafá de Belém e Sérgio Reis, entre outros. Esses intérpretes tornaram conhecidas as músicas como: Você vai gostar; A mulher do canoeiro; Chegadinho chegadinho; Lua na roça; Bandinha do Interior; Despertar do Sertão (primeira música brasileira tocada na rádio BBC de Londres); Milagre de São Benedito; Desce a noite; Não sei chorar; Cai sereno; Velho moinho; Namoro antigo; entre outras.

### Parceria e amizade com Mazzaropi
Elpídio era o compositor preferido de Amácio Mazzaropi, sempre convidado para criar as músicas específicas de cada filme e que seriam cantadas pelo próprio artista. A amizade surgiu quando Mazza veio para a região com um circo quadrado bem velho e chovia muito. Procuraram o Elpídio e disseram a ele que Mazzaropi estava a perigo e não tinha dinheiro para pagar músicos. Então Elpídio foi ajudá-lo e disse-lhe que tocaria sem cobrar nada. Mazza nunca esqueceu e reconheceu o talento de Elpídio. Assim surgiu uma grande parceria e amizade genuína que duraria até o fim da vida de Elpídio dos Santos.
Em 1970 Elpídio dos Santos morre. No ano subsequente, Amácio Mazzaropi retorna à casa de Cinira para fazer um apelo: que um de seus jovens filhos tentasse fazer a música para seu novo filme e não deixassem assim, cessar aquela parceria.
Passados alguns anos, Amácio Mazzaropi grava a música “Despertar do Sertão” e a parceria com o velho amigo continua mesmo após sua morte.
Ao todo foram vinte e cinco canções de Elpídio dos Santos gravadas por Amácio Mazzaropi.

## Letra deA Dor da Saudade
A dor da saudade
Quem é que não tem
Olhando o passado
Quem é que não sente
Saudade de alguém...
Da pequena casinha
Da luz do luar...
Do vento manhoso
Soprando do mar...
A dor da saudade...
E até das mentiras
Que fazem sonhar
De alguém que se foi
Pra não mais voltar...
A dor da saudade...
Vá embora saudade
Da minha casinha
Que eu quero bem